# Хани, Горо
Хани Горо (яп. 羽仁五郎, 29 марта 1901, Кирю, префектура Гумма — 8 июня 1983, Токио) — японский историк, историограф, общественно-политический  деятель. 

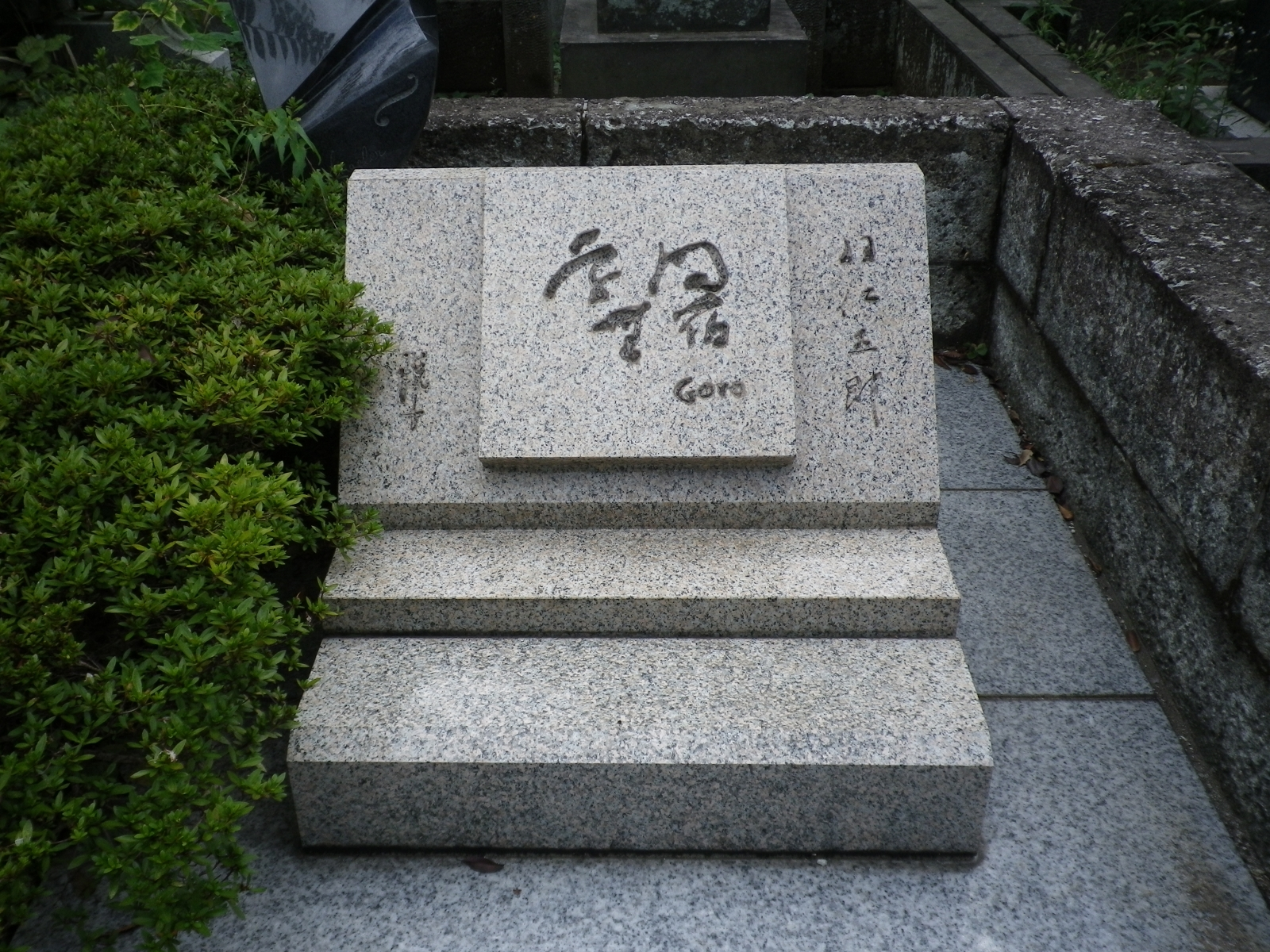
Могила Хани

Отец кинорежиссёра Сусуму Хани.

## Биография
В 1921 году начал изучать право в Токийском университете, но бросил учёбу через три месяца. В 1921—1924 годах продолжил образование в Германии, где изучал философию, историю и экономику, в том числе философию истории у Риккерта. В 1924 году вернулся в Японию и продолжил обучение на этот раз на отделении национальной истории литературного факультета. В 1927 году окончил Токийский университет. 
После окончания университета в 1927 году он вместе с Мики Киёси основал журнал «Синко кагаку но хата но мотони» (新興科学の旗のもとに — «Под знаменем революционной науки»). С 1928 профессор университетов «Нихон» и «Дзию гакуэн»; работал в институте публикации исторических материалов при Токийском университете. В 1929 один из организаторов института пролетарской науки. Участвовал в редактировании и написании марксистского исследования — «Лекций по истории развития японского капитализма», изданных под редакцией Эйтаро Норо в 1932—1933 годах. Таким образом, стал был первым в Японии, кто разработал марксистскую теорию истории, основанную на историческом материализме.
Один из учредителей общества изучения материализма (1932—1938). Автор работ по новой истории и историографии Японии и стран Востока. В сентябре 1933 года он был арестован по подозрению в нарушении Закона о поддержании мира, но в декабре был освобожден из-под стражи. Однако он был снова арестован в Пекине в марте 1945 года и смог выйти из тюрьмы только после поражения Японской империи в сентябре. 
После Второй мировой войны Хани развил широкий спектр деятельности. На первых выборах 1947 года он был избран независимым кандидатом в нижнюю палату Парламента Японии и оставался членом парламента до 1956 года, поучаствовав в создании Национальной парламентской библиотеки. В 1950 году был избран в верхнюю палату японского парламента. 
С 1952 года — член Всемирного совета мира. Книга Хани 1968 года «Логика города» (都市の論理) вышла во время студенческих волнений конца 1960-х годов и возымела большое влияние на студенческое движение.
Кинорежиссер и сценарист Сусуму Хани (род. 1929) — его сын.

## Избранные публикации
- Тоё-ни окэру сихонсюги-но кайсэй (Формирование капитализма на Востоке), Токио, 1948;
- Араи Хакусэки и Фукудзава Юкити, Токио, 1948;
- Хигаси то ниси то (Восток и Запад), Токио, 1954;
- Мэйдзи исин си кэнкю (Изучение истории Мэйдзи исин), 2 изд., Токио, 1964;
- Коно дзюнэн. Сирарэдзару рэки-си-ва катару (Это десятилетие. Неизвестные страницы истории), Токио, 1956; в рус. пер. — История японского народа, М., 1957.